# Coors Field
A Coors Field baseballstadion a coloradói Denver belvárosában. A park a Colorado Rockies, a város Major League Baseball-csapatának (MLB) stadionja. Nevét a goldeni székhelyű Coors Brewing Companyről kapta, ami a létesítmény 1995-ös átadása előtt megvásárolta annak elnevezései jogait. A Rockies az első két, 1993-as és 1994-es szezonját a Mile High Stadiumban játszotta le, mielőtt átköltöztek a Lower Downtown városrészben található Union Stationtől két háztömbbre elhelyezkedő Coors Fieldre. A stadionban 63 luxuspáholy és 4526 VIP-szék van.

## Építkezés
A Coors Field volt az elsőként átadott új stadion – a Pepsi Center és az Invesco Field at Mile High előtt – abban a hatéves időszakban, amely alatt Denver sportlétesítményeit korszerűsítették. Mindezek mellett ez volt a Nemzeti Liga első kizárólag baseballhoz épített stadionja a Dodger Stadium 1962-es átadása óta.
A Coors Field az újabb építésű sportlétesítményekhez hasonlóan a megközelíthetőség szem előtt tartásával épült. Közel van az Interstate 25 autópályához, annak 20th Street- és a Park Avenue-lehajtóihoz közvetlen hozzáféréssel rendelkezik. A közeli Union Station közúti gyorsvasúti és helyiérdekű vasúti hozzáférést is biztosít.
A Coors Fieldet eredetileg valamivel kisebbre, csak 43 800 ülőhelyesre tervezték. A terveket az építkezés alatt megváltoztatták és további székeket adtak a jobboldali térfél felső lelátójára, miután a Rockies a baseball történelmében legnagyobb, közel 4,5 millió nézőt vonzott be a Mile High Stadiumba az első szezonja alatt.
A középsőmező lelátószekciójának „The Rockpile“ (A sziklahalom) a neve. Amíg a csapat az 1993-as és az 1994-es szezon alatt a Mile High Stadium amerikai futball–baseball-hibridstadionban játszott, akkor a Rockpile a déli lelátó mellett, a középmező közepén, a hazai bázistól rendkívül messze volt. Hasonló kialakítást alkalmazták a Coors Fieldnél is, ahol a Rockpile a középmező mélyén, magasan lett kialakítva. Az eredeti Rockpile-székekre egy dolláros áron lehetett jegyet váltani.
Az építkezés alatt a munkások több dinoszaurfosszíliát, köztük egy 2,1 méter hosszú és 450 kilogramm súlyú triceratopskoponyát is találtak a földben. Emiatt a „Jurassic Park“ volt az egyik első felmerült név a stadion elnevezésekor. Később a Rockies kabalafigurájának egy Dinger nevű triceratopsot választották meg.
A Coors Field az első Major League Baseball-stadion, amely föld alatti pályafűtésrendszerrel rendelkezik.

## Jellemzők

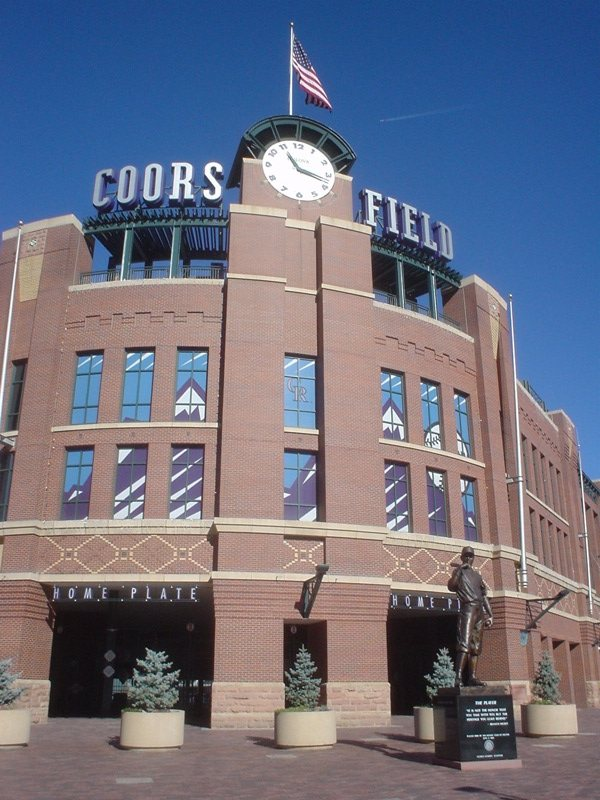
A stadion főbejárata

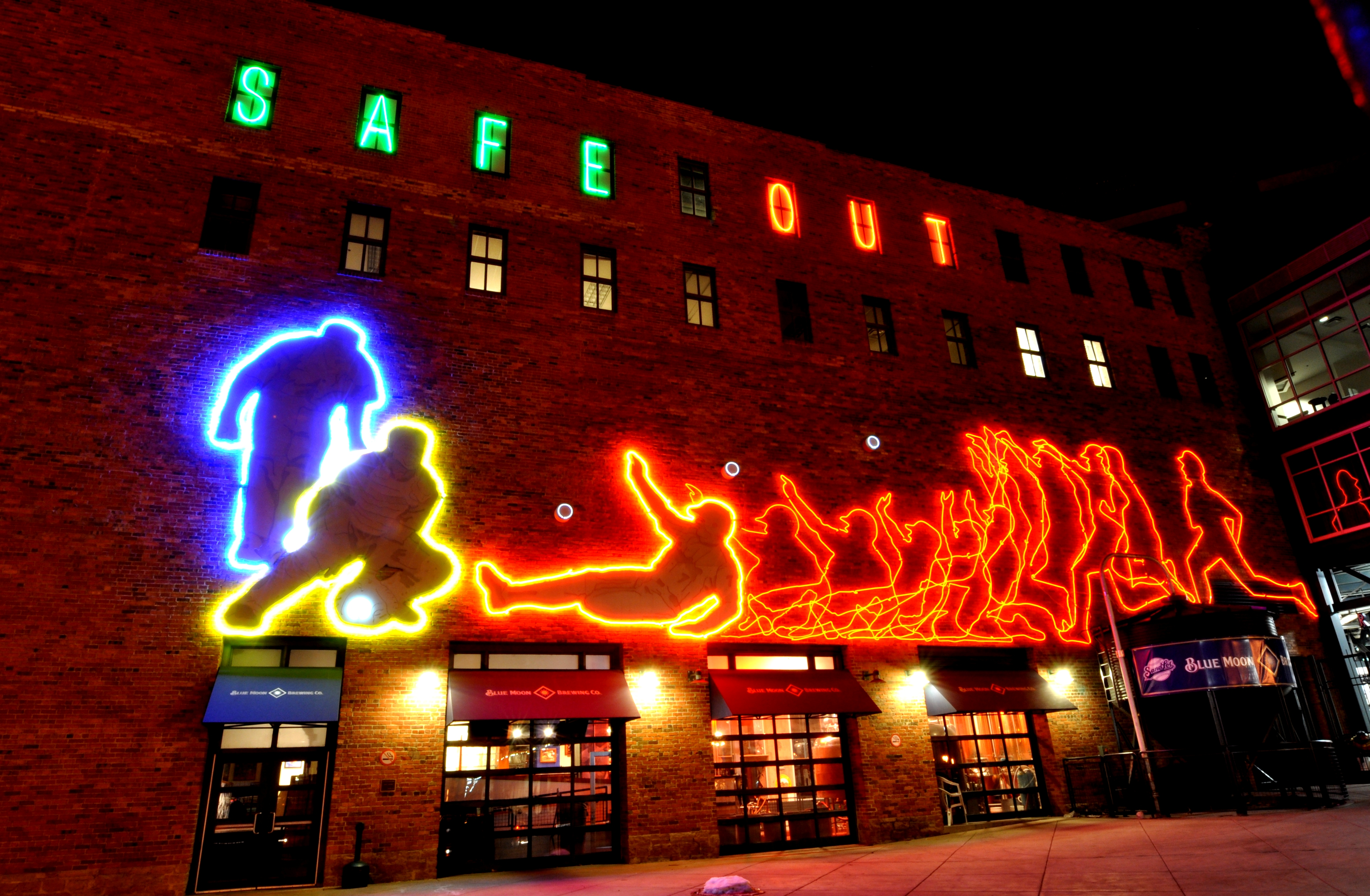
A stadion észak-keleti sarkán, a Blue Moon Brewery feletti neonfények

A Coors Field legtöbb széke sötétzöld, azonban a felső lelátó huszadik sorában található székek lilák a tengerszint feletti egy mérföldes (5280 ft; 1 609 m) magasság jelzésére.

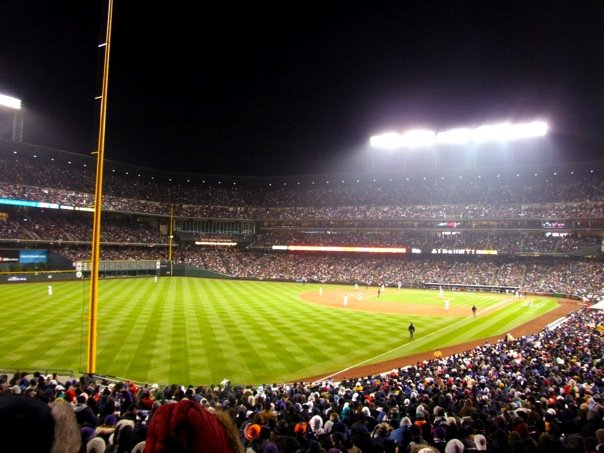
A Coors Field egy telt házas éjszakán

A Blue Moon Brewery at The Sandlot mikrosörfőzde–étterem, amely a jobboldali lelátószekció mögött található, és egy bejárata Coors Fieldről, míg egy másik a Blake Streetről nyílik. A sörfőzdét a Coors Brewing Company üzemelteti, és kis mennyiségben kézműves sörökkel kísérletezik. A sörfőzde több kategóriában számos díjat is nyert a Nagy amerikai sörfesztiválon. A népszerű Blue Moon belga-stílusú búzasört is itt főzték először, amit a Coors azóta már nagyüzemi mennyiségben forgalmaz. Az étterem egy a stadionhoz csatolt épületben kapott helyet. A Coors Fielden ételek széles választékát kínálják; többféle Rockie dog, Denver dog, vegetáriánus hot dog és burger, illetve az amerikai baseballstadionokban megszokott legtöbb étel is a választék részét képezi.
A középsőmező fala mögött egy a Sziklás-hegység tipikus környezetét idéző tájkép van. Ezt a tájterületet egy vízesés, szökőkutak és fenyőfák alkotják. Egy Rockies-hazafutás vagy -győzelem után a szökőkutak magasra felszöktetik a vizet.
A stadion eredeti katódsugárcsöves (CRT), illetve izzólámpa „tojástartó-kijelzőit“ a Daktronics gyártotta. A 2004-es szezon után a Daktronics egy nagy világító dióda-videokijelzőre (LED) cserélte a korábbi CRT-kijelzőt. A következő szezon után a Daktronics az izzólámpás kijelzőt is lecserélte egy LED-videokijelzőre, illetve egy szalagkijelzőt is telepített a külsőmező lelátóira. A közvetlenül a „Rockies“ logó alatt található kijelző mérete 27*47 láb (8 m × 14 m) volt. A második kijelző mérete 33*73 láb (10 m × 22 m) volt, ezen a játékoskereteket és statisztikákat jelenítették meg, illetve eredménytáblának is használták. A kétkijelzős rendszert a 2017-es szezon után egy 59*116,5 láb (18 m × 36 m) méretű kijelzővel cserélték le, melynek a teteje a Rockies logó formáját követi. Ez volt az első olyan sportcsarnokba telepített óriáskijelző, amely támogatja a nagy dinamikatartományú videó technológiáját. A stadionban számos további Daktronics-szalagkijelző is van, melyek összhossza körülbelül 833 láb (254 m).
A 2013-as szezon után megkezdődtek a felújítások a felső lelátó jobbmezőre néző szakaszán, melyet a 2014-es szezonra egy fedetlen bulilelátóvá alakították át.

### Hírnév
A Coors Field 5200 lábas (1580 m) tengerszint feletti magasságával messze a legmagasabban fekvő Major League Baseball-stadion. A második legmagasabb, a Phoenix-i Chase Field 1100 láb (340 m) magasságban fekszik. A tervezők tisztában voltak azzal, hogy a stadion sok hazafutást engedne be, mivel ilyen magasságban az alacsonyabb légsűrűség miatt a labda a többi stadionhoz képest messzebbre repül. Ennek kompenzálásaként a külsőmező falát a hazai bázistól szokatlanul messze helyezték el, ezzel létrehozva a Major League Baseball legnagyobb modernkori külsőmezőjét. A Coors Field a hátratolt játékhatárok ellenére nem csak a baseball történelmének legtöbb hazafutását, hanem a hatalmas játéktér miatt a legtöbb dupláját és tripláját is feladta.
A Coors Field az első évtizedében a hazafutások átlagon feletti számával kiérdemelte a Major League Baseball leginkább ütőjátékosoknak kedvező stadionjának hírnevét, és olyan gúnyneveket ragasztottak rá, mint a „Coors Canaveral“ (utalva Cape Canaveralra, ahonnan a NASA az űreszközeit indítja) és a „Williamsport“ (utalva a hagyományosan az ütőjátékosok által dominált Little League World Series helyszínére). A 2002-es baseballszezon előtt végzett tanulmányok szerint sokkal inkább a száraz és nem a ritka levegő járul hozzá a gyakoribb hazafutásokhoz.
Kiderült, hogy a szárazabb levegőn tárolt baseball-labdák keményebbek és ezért rugalmasabbak az ütő behatására. Felhúztak egy szobaméretű humidort a baseball-labdák tárolására, és azóta a Coors Fielden beütött hazafutások száma lecsökkent és már majdnem ugyanannyi mint a többi stadionban.
A labdapáratartalomtól függetlenül a magasság még mindig befolyással van a mérkőzésekre. A labda könnyebben átszökken a ritka levegőn, ami hosszabb találatokat tesz lehetővé. Mindezek mellett a csavartlabda a tengerszinti magassághoz képest kevésbé szokott csavarodni a ritka levegőben, ami kevesebb kiejtéshez és kevesebb hatékony dobódobástípushoz vezet.
A Coors Field kétszer is megdöntötte az egy szezon alatt beengedett hazafutások Major League Baseball-rekordját. A korábbi rekordot (248) a Los Angeles-i Wrigley Fielden a Los Angeles Angels stadionjában, az 1961-es szezonban állították be.
A Coors Field első évében mindössze 7 hazafutással maradt el a rekordtól, még annak ellenére is, hogy 9 hazai játék kiesett a szezonból az 1995-be átnyúló MLB-sztrájk miatt. A következő, 1996-os teljes szezonban már 271 hazafutást ütöttek a Coors Fielden. Az 1999-es szezonban már 303 hazafutást ütöttek be, ami azóta is MLB-rekord. A hazafutások száma a 2002-es szezonban jelentősen lecsökkent, 2005 óta 200 alá esett.
Ugyan az egy szezonban beütött hazafutások száma csökkenőben van, azonban a Coors Field ennek ellenére még mindig a leginkább az ütőjátékosoknak kedvező stadion maradt a Major League Baseballban. A Colorado Rockies a 2012-es és a 2015-ös szezon között vezette a ligát a hazai játékokon szerzett futások tekintetében, míg az utolsó volt a ligában a vendégjátékokon szerzett pontok tekintetében. Ez is bizonyítja a Coors Field alacsony légsűrűségének rendkívüli előnyét az ütőjátékosoknak.

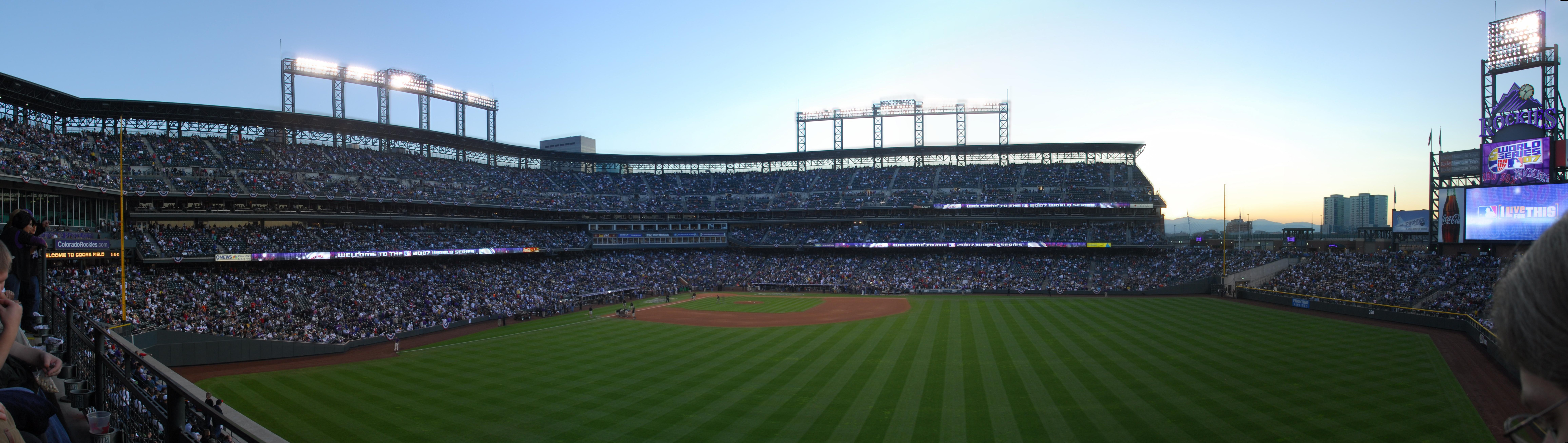
Panorámakép a Coors Fieldről a 2007-es World Series negyedik játékáról

## Jelentősebb események

### MLB
Az 1998-as Major League Baseball-All-Star játékot a Coors Fielden rendezték meg.
2003. július 2-án egy triplamozgólépcső meghibásodott, 30 ember megsérült. Egy nőnek végül az egyik lábát is amputálni kellett. A baleset okaként a túlzsúfoltságot és egy meghibásodott kábelt jelöltek meg. A nő feljelentést tett, azonban a pert elvesztette.
2011-ben egy erősen ittas és pszichoaktív szerek hatása alatt lévő férfi a halálba zuhant, amikor megpróbált lecsúszni egy lépcsőkorláton egy Rockies–Diamondbacks játék hetedik játékrésze alatt.
2013. április 23-án a Rockies és a Braves 23 °F (−5 °C) hőmérsékletben játszott, ami a leghidegebb mérkőzés mióta az MLB 1991-ben elkezdte mérni a játékok alatti hőmérsékletet.
A Coors Field történelmében mindössze tíz 1–0-ás végeredményű játékot játszottak le a 2018-as szezon végéig. A Coors Field első 1–0-ás játéka 2005. július 9-én történt, ami azt jelenti, hogy mind a tíz játék azután történt, miután 2002. május 15-én a Major League Baseball engedélyezte a Rockiesznak a humidor használatát:

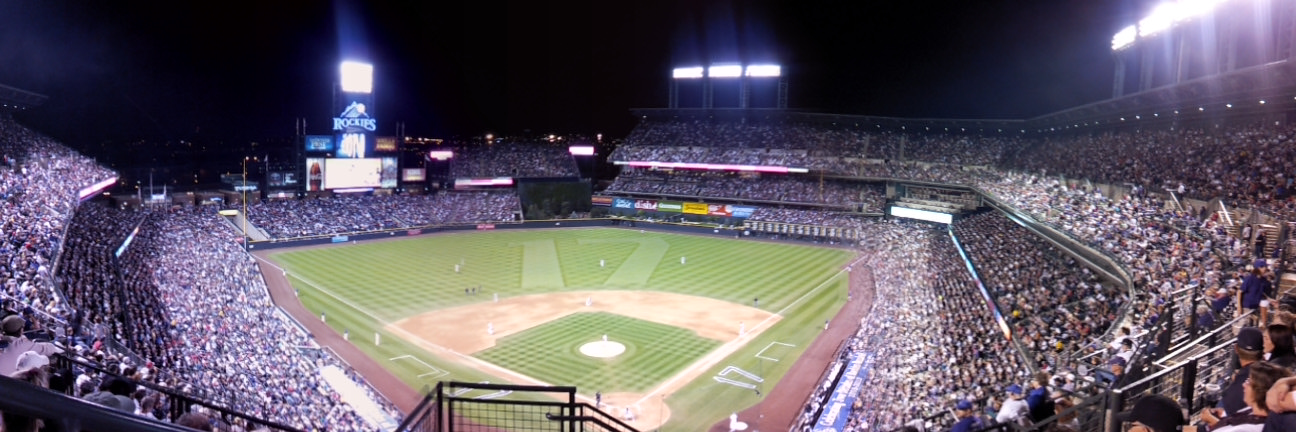
Panorámakép a Coors Fieldről Todd Helton utolsó hazai játéka során. A mérkőzés egyben az utolsó meccs volt a jobboldali felső lelátó egy részének lebontása előtt

- 2005. július 9, a Rockies legyőzte San Diego Padrest[23][24]
- 2006. április 16, a Philadelphia Phillies legyőzte a Rockiest[26]
- 2006. július 25, a St. Louis Cardinals legyőzte a Rockiest[27]
- 2006. augusztus 1, a Milwaukee Brewers legyőzte a Rockiest[28]
- 2008. június 11, a Rockies legyőzte a San Francisco Giantst[29]
- 2008. szeptember 14, a Rockies 10 játékrészben legyőzte a Los Angeles Dodgerst[* 1][30]
- 2008. szeptember 17, a Rockies legyőzte a San Diego Padrest[31]
- 2009. július 6, a Rockies legyőzte a Washington Nationalst[32]
- 2010. június 12, a Rockies legyőzte a Toronto Blue Jayst[33]
- 2018. július 4, a Rockies legyőzte a San Francisco Giantst[34]

A Rockies és a Boston Red Sox közötti 2007-es World Series harmadik és negyedik mérkőzését a Coors Fielden tartották. A Red Sox mindkét játékot és ezzel 4–0 arányban a bajnokságot is megnyerte.
2016. augusztus 7-én Szuzuki Icsiró a Coors Fielden szerezte meg pályafutása 3000-ik MLB-találatát; egy triplát Chris Rusin Rockies-dobóval szemben.

### Koncertek
| Dátum              | Előadó               | Előzenekar                       | Turné/koncert neve              | Nézőszám        | Bevétel    |
| ------------------ | -------------------- | -------------------------------- | ------------------------------- | --------------- | ---------- |
| 2015. július 3.    | Zac Brown Band       | Big Head Todd & The Monsters     | Jekyll and Hyde Tour            | 38 703/38 703   | $2 565 497 |
| 2017. július 29.   | Zac Brown Band       | Darrell Brown Madison Ryann Ward | Welcome Home Tour               | 39 882/43 897   | $2 868 048 |
| 2018. június 28.   | Eagles Jimmy Buffett | —                                | An Evening with the Eagles 2018 | TBA             | TBA        |
| 2018. július 21.   | Def Leppard Journey  | The Pretenders                   | Def Leppard & Journey 2018 Tour | 44 928/44 928   | $3 820 813 |
| 2019. augusztus 8. | Billy Joel           | —                                | Billy Joel in Concert           | 44 744 / 44 744 | $5 684 083 |

### Jégkorong
A Coors Fielden három szabadtéri jégkorongmérkőzést is rendeztek 2016 februárjában. A február 20-án tartott első, „Battle on Blake“ (Csata a Blake-en) névre keresztelt játékon a helyi Denver Pioneers 4–1 arányban legyőzte a legfőbb riválisának tekintett Colorado College csapatát. A második tétmérkőzést egy héttel később, február 27-én, a 2016-os NHL Stadium Series részeként rendezték meg, és a Colorado Avalanche 5–3 arányban kikapott a Detroit Red Wingstől. Egy nappal korábban egy öregfiúk-barátságos játékot is tartottak, amin a Colorado Avalanche 
5–2 arányban legyőzte a Detroit Red Wingst.
| Dátum             | Győztes                   | Végeredmény | Vesztes                  | Esemény                    | Nézőszám |
| ----------------- | ------------------------- | ----------- | ------------------------ | -------------------------- | -------- |
| 2016. február 20. | Denver Pioneers           | 4–1         | Colorado College Tigers  | Battle for the Gold Pan    | 35 144   |
| 2016. február 26. | Colorado Avalanche Alumni | 5–2         | Detroit Red Wings Alumni | NHL Alumni Game            | 43 319   |
| 2016. február 27. | Detroit Red Wings         | 5–3         | Colorado Avalanche       | 2016-os NHL Stadium Series | 50 095   |

## A Coors Field hangja
Az 1995-ös megnyitása óta Alan Roach volt a Coors Field fő stadionbemondója. A 2007-es szezon előtt Roach bejelentette a visszavonulását, hogy a nyáron több időt tölthessen a családjával. A 2008-as szezonra helyettesként visszatért. Roach 1999 óta a közeli Colorado Avalanche NHL-csapatának is a bemondója, illetve 2000 és 2016 között a Denver Broncos NFL-csapatnál is hasonló szerepet látott el. Ezek mellett helyi sportbemutatókon is szerepet kap, illetve egy helyi sporttémájú rádiós talkshowt is vezet. Roach 2016 óta a Minnesota Vikings NFL-csapat stadionbemondója. A Denveri nemzetközi repülőtér vonatrendszerének is a hangja volt, illetve több Super Bowl stadionbemendójaként is hallani lehetett. 2007. március 16-án Reed Saunderst jelölték ki Roach utódjaként.

## Fordítás
- Ez a szócikk részben vagy egészben  a   Coors Field című angol Wikipédia-szócikk ezen változatának fordításán alapul.  Az eredeti cikk szerkesztőit annak laptörténete sorolja fel. Ez a jelzés csupán a megfogalmazás eredetét és a szerzői jogokat jelzi, nem szolgál a cikkben szereplő információk forrásmegjelöléseként.